# 40口径安式15cm砲
四十口径安式十五糎砲（40こうけいアンしき15せんちほう、 40口径安式15cm砲 ） は、大日本帝国海軍の装備した艦砲である。戦艦の副砲、巡洋艦の主砲または副砲として使用された。
“安”は アームストロング社を表している。

## 概要
元々はアームストロング社が開発した艦砲を輸入したものであり、当初は四十口径安式十五糎砲または安式十五糎砲と言った。その後海軍における砲熕の呼称法を統一する必要から 四十口径安式十五拇速射砲として制式化された。1908年(明治41年)には四十口径安式一号 (二号、三号)六吋砲と改称し、さらに1917年(大正6年)に四十口径安式十五糎砲と改称された。この時に一号〜三号までの区別がなくなり、この名称が太平洋戦争終戦まで使用されることとなる。
日清戦争ではその威力を存分に発揮し黄海海戦などで清国海軍を撃破するのに活躍した。この戦訓により日清戦争後の海軍力整備でもこの砲の導入は優先順位が高く日露戦争で連合艦隊旗艦を務めた戦艦「三笠」以下、多くの艦艇に搭載される事になった。昭和期には旧式砲となっていた。しかし太平洋戦争では特設巡洋艦の主砲や離島防衛などに多く使用された。
この砲を最初に採用したのは防護巡洋艦「秋津洲」である。

## 形式
単装砲架

## 搭載艦船
- 戦艦：三笠
- 防護巡洋艦：秋津洲、吉野型、浪速型